# The Legend of Zelda: Twilight Princess
The Legend of Zelda: Twilight Princess (ゼルダの伝説 トワイライトプリンセス, Zeruda no Densetsu Towairaito Purinsesu) is een actie-avonturenspel ontwikkeld door Nintendo EAD en uitgegeven door Nintendo. Het spel verscheen op 8 december 2006 voor de Nintendo Wii en op 15 december 2006 voor de Nintendo GameCube. Dit spel is de opvolger van Four Swords Adventures en de voorloper van Phantom Hourglass.
The Legend of Zelda: Twilight Princess HD (ゼルダの伝説 トワイライトプリンセス HD, Zeruda no Densetsu Towairaito Purinsesu HD) is een remaster ontwikkeld door Tantalus Media, uitgegeven door Nintendo en uitgebracht op 4 maart 2016 op de Nintendo Wii U. De hoge resolutie en grafische verbeteringen zijn de grootste veranderingen, maar daarnaast bevat het ook een aantal extra spelelementen.

## Verhaal
Het rustige leven van geitenherder Link wordt verstoord wanneer monsters het vredige dorp Ordon Village binnenvallen om kinderen te ontvoeren. Link zet de achtervolging in, maar wordt door een duister wezen van achter een schemermuur de schemering ingetrokken. Hij verandert in een wolf en wordt gevangengenomen. Een mysterieus wezen genaamd Midna duikt op en bevrijdt Wolf Link. Zij biedt hem haar hulp aan, mits hij haar instructies onvoorwaardelijk volgt. Nadat ze zijn ontsnapt, leidt zij Wolf Link naar de toren waarin Prinses Zelda zich schuilhoudt.
Zelda legt uit dat Zant (die zichzelf de Koning van de Twili noemt) het kasteel van Hyrule binnenviel en haar dwong zich over te geven. Hij hulde het koninkrijk in schemering en alle inwoners behalve Link en Zelda veranderden in onzichtbare geesten. Om Hyrule te kunnen redden moet Link de Light Spirits ("Lichtzielen") hun licht teruggeven. Nadat Wolf Link de lichtzielen weer tot leven heeft gebracht, veranderen ze hem terug naar zijn menselijke vorm. Zij vertellen waar hij een Fused Shadow ("Samengesmolten Schaduw") kan vinden, een van de drie delen van een krachtig relikwie dat nodig zal zijn om Zant te kunnen verslaan.
Nadat Link de drie Fused Shadows heeft verzameld, duikt Zant plots op en pakt deze af. Midna beschuldigt Zant er van dat hij de magie van zijn stam misbruikt, maar hij beweert dat zijn kracht ergens anders vandaan komt. Zant gebruikt zijn kracht om een zwarte kristal in Links voorhoofd te planten, waardoor hij voor altijd een wolf zal blijven. Het lukt hem niet om Midna zijn kant te laten kiezen, dus stelt hij haar bloot aan het licht van Lanayru's lichtziel. De stervende Midna vertelt aan Wolf Link dat alleen Prinses Zelda haar kan genezen en hij haast zich naar het kasteel van Hyrule. Zelda vertelt Link dat hij het meesterzwaard nodig heeft om de vloek van Zant te verbreken, zodat Wolf Link weer een mens kan worden. De prinses wil Midna genezen, maar zal zichzelf daarvoor moeten opofferen. Midna herstelt en Zelda verdwijnt op mysterieuze wijze. Nadat Wolf Link het zwaard heeft bemachtigd, komt het zwarte kristal tevoorschijn en kan Link op elk moment van gedaante wisselen.
Link en Midna zoeken diep in de Gerudo woestijn naar de Mirror of Twilight ("Spiegel der Schemering"), de enige doorgang naar de Twilight Realm ("Schemerrijk"). Ze vinden de spiegel, maar deze blijkt gebroken. De oude wijzen (de beschermers van de spiegel) bekennen dat zij de kwaadaardige Ganondorf verbannen hebben naar het schemerrijk met behulp van de spiegel en dat hij weleens de bron van Zants nieuwe krachten zou kunnen zijn. Ze vertellen ook dat Zant geprobeerd heeft de spiegel te vernietigen, maar dit is mislukt omdat alleen de echte heerser van de Twili dat kan. Zant is er slechts in geslaagd de spiegel in vier scherven te breken. Er ontbreken drie scherven, die liggen verborgen in verschillende kerkers in Hyrule. Ze vinden de scherven en de spiegel wordt herstelt. Het blijkt dat Midna de ware heerser van de Twili is, dat zij wordt erkend als de Twillight Princess ("Schemerprinses") en dat haar huidige gedaante een vloek van Zant is. Tijdens de confrontatie met Zant wordt duidelijk dat hij een pact heeft gesloten met Ganondorf, die Zants hulp vroeg bij het onderwerpen van Hyrule. Link verslaat Zant en Midna herstelt de Fused Shadows om de schemerkoning voorgoed te vernietigen, wetende dat alleen Ganondorfs nederlaag de vloek die op haar rust opheft.
Link en Midna keren terug naar Hyrule en treffen Ganondorf in het kasteel, met een levenloze Zelda zwevend boven hem. Ganondorf neemt het lichaam van Zelda over en opent de aanval op Link. Vervolgens verandert hij in een gigantisch zwijnachtig beest, maar Link verslaat hem en Midna kan Zelda reanimeren met de kracht die zij van haar heeft gekregen. Ganondorf blijkt nog niet verslagen en Midna teleporteert Link en Zelda naar een plek buiten het kasteel, zodat zij hem kan tegenhouden met de Fused Shadows. Het kasteel stort echter in en Ganondorf blijkt het gevecht gewonnen te hebben. Hij vernietigt de Fused Shadows en zet ter paard de achtervolging op Link en Zelda in. Bijgestaan door Zelda en de lichtzielen, lukt het Link om Ganondorf van zijn paard te slaan. Er volgt een duel ter voet en Link geeft Ganondorf de genadeklap met het meesterzwaard. De lichtzielen brengen Midna weer tot leven en herstellen haar ware gedaante. Na afscheid te hebben genomen van Link en Zelda, keert Midna terug naar huis en vernietigt ze de Mirror of Twilight, waardoor de verbinding tussen Hyrule en het schemerrijk wordt verbroken.

## Ontwikkeling
Er werden twee verschillende versies gelanceerd: een voor de Nintendo GameCube en een voor de Nintendo Wii. Deze versies zijn qua kerkers (dungeons/levels) en verhaallijn identiek.
De titel 'The Legend of Zelda: Twilight Princess' was in een relatief vroeg stadium aangewezen als een titel exclusief voor de Nintendo GameCube. Een jaar na deze aankondiging werden de eerste beelden van deze titel getoond op de E3 2005 tezamen met de nieuwe Nintendo Wii (projectnaam: Revolution). Na tests door het ontwerpteam van Twilight Princess is er besloten om het spel voor beide consoles uit te laten komen, wat de grootste reden is waarom deze game zoveel vertraging heeft opgelopen.
Dé nieuwe twist van de Wii-versie zijn de controls die gebruikmaken van de bewegingsgevoelige controller van de Wii-console. Voorbeelden zijn de boemerang en de pijl-en-boog die men kan richten met de Wii-afstandsbediening of vissen, waarmee men met de Wii-afstandsbediening de lijn uitgooit en met de Nunchuk door rondjes te draaien weer binnenhaalt. Zwaardvechten gebeurt door middel van het zwaaien met de Wii-afstandsbediening in combinatie met de Nunchuk waarmee de speler zijn schild bestuurt.
In tegenstelling tot de controller van de GameCube, bevat de Wii-afstandsbediening een ingebouwde luidspreker wat zorgt voor een nieuwe dimensie in gaming, aldus Nintendo. Doordat men met behulp van de luidspreker diepte in geluid kunt krijgen, heeft men steeds meer gevoel dichter in de game te zitten. Als men bijvoorbeeld met de boog een pijl spant, is uit de Wii-mode het geluid van een draad die gespannen wordt te horen. Na het loslaten van de knop is het geluid van de wind te horen die de pijl voortbrengt. Nadat de pijl de boog verlaten heeft, hoort men de pijl inslaan bij de televisie. Op deze manier wordt diepte in het geluid gecreëerd.

## Verschillen tussen versies

### Gespiegeld
Het spel is voor de Wii-versie en de Hero Mode van de Wii U-versie volledig gespiegeld. In het geval van de Wii-versie is dat omdat de speler de linkshandige Link bestuurt met de Wii-afstandsbediening en Nunchuk en de speler in de meeste gevallen rechtshandig is en/of gewend is om de afstandsbediening in de rechterhand te houden. Omwille van tijd werd het spel volledig gespiegeld en werden alle referenties naar oost/west omgedraaid, om Link rechtshandig te maken. In de Hero Mode van de HD-remaster voor de Wii U is het spel gespiegeld voor een frisse speelervaring en een extra moeilijkheid. De GameCube- en Wii U-versie zijn niet gespiegeld. 

### Besturing
Omdat de controller van de Wii minder knoppen en maar een analoge stick heeft, kan de speler van de Wii-versie van Twilight Princess niet zelf de camera besturen en is het aantal handelingen die Link kan doen beperkter. De Wii U-versie van het spel heeft dezelfde knoppenindeling als de originele versie voor de GameCube en maakt daarnaast gebruik van de mogelijkheden van de GamePad. Het tweede scherm toont onder andere de kaart en de gyroscoopbesturing wordt ingezet voor bijvoorbeeld het richten met de pijl en boog.

### Grafische weergave
In tegenstelling tot de Wii- en Wii U-versie is de resolutie van de GameCube-versie niet 16:9, maar 4:3. Daarmee ondersteunt de GameCube-versie geen breedbeeld.  De HD-remaster voor de Wii U heeft verbeterde texturen en belichting, maar de character models (de 3D-modellen van de personages) zijn niet verbeterd en de frame rate is 30fps gebleven terwijl 60fps gebruikelijk is voor vergelijkebare videospellen van die tijd. Met de lage framerate blijft Twilight Princess HD trouw aan het origineel en geeft het dezelfde speelervaring. 

### Gameplay
Op de besturing na is de gameplay van de Wii- en GameCube-versie gelijk. De Wii U-versie voert een aantal verbeteringen door om de gameplay te stroomlijnen: 
- Link kan op elk moment in Wolf Link veranderen (na een bepaald punt in het verhaal) zonder een dialoog aan te gaan met Midna;
- Het aantal rupees dat in de geldbuidel kan is opgehoogd, omdat een schatkist (met daarin rupees) altijd geleegd wordt na het openen;
- De Ghost Lantern is een nieuw voorwerp dat oplicht wanneer Link in de buurt komt van zielen die hij moet verzamelen voor de Poe Souls-zijmissie;
- Het aantal te verzamelen Tears of Light ("Lichttranen") om een Light Spirit ("Lichtziel") weer tot leven te wekken is verlaagd van zestien naar twaalf;
- Hero Mode is vanaf begin af aan beschikbaar;

Daarnaast zijn er een aantal toevoegingen die de gameplay voor de Wii U-versie uitbreiden:
- Er zijn tientallen stempels voor Miiverse te vinden in schatkisten verdeeld over de wereld;
- De speler kan verschillende amiibo gebruiken die een bepaald effect hebben, zoals het direct herstellen van alle hartjes;
- De Wolf Link-amiibo geeft toegang tot de Cave of Shadows-uitdaging waarin in verschillende rondes tal van vijanden Link aanvallen;

## Personages

#### Link
Link is in dit spel het 16-jarige hoofdpersonage. Hij groeide op als leerling van een geitenhoeder in Ordon Village, een dorpje gelegen buiten Hyrule. Omdat duistere figuren Hyrule dreigen te teisteren wordt Link ingezet om de wereld te redden van het kwaad en het mysterie rondom de Twilight Princess te ontrafelen. Link heeft ook om de krachten van Ganondorf te verslaan de Triforce of Courage(moed) nodig. De speler kan in dit spel Link zelf een andere naam geven.

#### Wolf Link
Wanneer Link de zogenaamde Twilight Realm betreedt, zal hij veranderen in een wolf. Als wolf zal Link nieuwe vechtstrategieën kunnen gebruiken zoals bijten en krabben met zijn vlijmscherpe klauwen. Wolf Link zal ook beter kunnen horen en hierdoor geluiden opvangen die hij als gewone Link niet zal kunnen horen, en hij heeft een soort van 'zesde zintuig', waarmee hij instaat is geesten te zien van mensen in een gebied waar de krachten van de Twilight overheersen. Hij heeft ook de mogelijkheid om met andere dieren te communiceren. Mensen bij hem in de buurt zullen echter schrik van hem hebben.
Het reukvermogen van de wolf is ook beter dan dat van Link waardoor hij verborgen voorwerpen kan vinden. Ook kan hij daarmee leren een smell te gebruiken waardoor hij kan ruiken waar bepaalde mensen zijn geweest.hij zal niet terug kunnen veranderen in zijn mens vorm als hij in de buurt van andere mensen is.

#### Midna
Midna is een personage dat in Twilight Princess haar debuut maakt. Ze is de prinses van de Twilight Realm en is bereid om Link te helpen in zijn avontuur. Als Link transformeert in een wolf, zal Midna op zijn rug springen en hem besturen. Ook kan ze zorgen dat Link een aanval kan doen die alle vijanden binnen een bepaald gebied doodt. Later in het spel geeft ze Link de mogelijkheid om tussen bepaalde gebieden te teleporteren. Daarnaast geeft Midna de speler ook tips om eindbazen te verslaan.

#### Princess Zelda
Zelda is opgeslokt in de Twilight Realm nadat Hyrule Castle is aangevallen door de shadow beings uit de Twilight Realm. Het enige vreemde is dat Zelda de enige is die, als mens niet wordt getransformeerd in een geest. Zij zal later tijdelijk haar Triforce of Wisdom aan Midna geven omdat Zant van Midna een wezen uit de lichtwereld heeft gemaakt en daardoor zal sterven.

#### Ganondorf
De vijand van Link. Hij is al meerdere keren verslagen en verbannen, dit keer naar de Twilight Realm, maar hij vindt telkens een weg terug. In dit geval met hulp van Zant, een Twili net als Midna. In tegenstelling tot bijvoorbeeld The Wind Waker en The Ocarina Of Time ontmoet Link Ganondorf maar een keer. Op dat moment vecht hij ook met hem. Ganondorf neemt eerst de controle over Zelda, zodat ze tegen de speler vecht. Daarna verandert ook hij (net als de speler in de Twilight realm) in een beest, een reusachtig zwijn, net als in The Legend of Zelda: A Link to the Past (wat symbool staat voor zijn hebzucht of vraatzucht). Wanneer de speler dit beest verslagen heeft zal hij in een geestachtige gedaante veranderen, Midna doet de Fused Shadows op en teleporteert Link en Zelda in veiligheid. Midna probeert Ganondorf te verslaan, maar dat lukt niet. Op Hyrule Field zien Link en Zelda Hyrule Castle ontploffen. Ganondorf verschijnt op zijn paard en de speler moet hem, met behulp van Zelda's Light Arrows zien te verslaan. Als laatste onderdeel stapt Ganondorf van zijn paard en de speler moet hem, zonder Zelda's hulp, bevechten. Op het eind steekt Link z'n Master Sword in de wond die is toegebracht door de Six Sages bij de Mirror en verliest Ganondorf zijn Triforce of Power. Zant verschijnt en breekt zijn nek waarop Ganondorf verlamt, zijn pupillen verdwijnen uit zijn ogen, de triforce of power vervaagt op zijn hand. en hij blijft levenloos staan op Hyrule Field.

#### Epona
Epona is het paard van Link. Ze zal al in het begin beschikbaar zijn en sneller (en groter) zijn dan in voorgaande delen. Men kan haar, net als Link, in het begin van het spel zelf een naam geven.

#### Light Spirits
De vier Light Spirits in het spel zijn Ordona, Faron, Eldin en Lanayru. Zij zijn elk de beschermer van de provincie die hun naam draagt.

## Ontvangst
| Recensiescore             | Recensiescore         |
| Recensieverzamelaar       | Score                 |
| ------------------------- | --------------------- |
| GameRankings              | 95% (GC) 94,58% (Wii) |
| Metacritic                | 96% (GC) 95% (Wii)    |
| Publicist                 | Score                 |
| Electronic Gaming Monthly | 30 (Wii)              |
| Famitsu                   | 38/40 (Wii)           |
| Game Informer             | 10                    |
| GameSpot                  | 8,8                   |
| IGN                       | 9,5                   |
| Power Unlimited           | 98%                   |
| Gamer.nl                  | 10                    |
| InsideGamer               | 9,5                   |

### Recensies
Twilight Princess ontving overwegend zeer lovende recensies. Met de name de sfeer, besturing, puzzels, het verhaal en dus de speelervaring in het algemeen worden geprezen. Zo schrijft Gamer dat "alle elementen op zo n prachtige manier samenwerken" en dat "het spel behoort tot de top in het genre". XGN schrijft: "Hoewel de graphics niet top zijn maakt de sfeer het helemaal goed. Hoe de makers dit zo konden maken is mij onbekend, het is werkelijk een sprookje!" Power Unlimited prijst het verhaal en welke rol de speler daarin heeft: "het is een interactief en consistent avontuur wat je zelf beleeft, waarin je zelf het tempo aangeeft, terwijl de fantastische personages en het verhaal in je hoofd tot leven komen."
Naast dat verschillende recensies tegenvallende graphics benoemen, is er enige commentaar op het feit dat het spel niet vernieuwend genoeg is. Het zou te veel voelen als een vervolgdeel dat niet in staat is om een diepe indruk te maken in de gamewereld.
Op Metacritic, een recensieverzamelaar, heeft het spel een score van 95% en 96% voor respectievelijk de Wii- en GameCube-versies. Het is het hoogst gewaardeerde spel van 2006 op Metacritic.
Twilight Princess HD kon eveneens op zeer positieve recensies rekenen. Op verzamelwebsite Metacritic heeft het spel een score van 86%. GameSpot gaf de HD-versie een 9, IGN een 8,6 en Nintendo Life een 9. De Nederlandse vakbladen Power Unlimited en Gamer.nl gaven het spel een score van respectievelijk 9,2 en 8,5. Dat is volgens XGN Benelux onder andere te danken aan stroomlijnen van de speelervaring: "elk puntje in het origineel waarover irritaties zouden kunnen ontstaan zijn in deze remake aangepast", en de grafische verbeteringen: "alle textures zijn vernieuwd en zitten vol met mooie details. Twilight Princess ziet er scherper uit dan ooit." Daarbij plaatst XGN Benelux wel een kritische noot: "De character models ogen echter wel wat verouderd omdat het aantal polygonen gelijk gebleven is." Power Unlimited noemt deze remake het "perfecte moment om dit grandioze avontuur dan eindelijk eens aan te gaan" voor Wii U-bezitters die het origineel nooit hebben gespeeld en sluit af met: "Twilight Princess is tijdloos goed."

### Verkoopcijfers
Er zijn in totaal 8,85 miljoen exemplaren van Twilight Princess verkocht voor de Wii en GameCube. Aan het eind van het fiscale jaar van Nintendo op 31 maart 2007 (zo'n vier maanden nadat het spel uitkwam) waren er wereldwijd 3,72 miljoen exemplaren voor de Wii en 1,32 miljoen exemplaren voor de GameCube verkocht.  De Wii-versie is met 5,82 miljoen het op elf na beste verkochte spel voor de Wii, net onder Super Mario Galaxy 2 (6,36 miljoen exemplaren), Mario Party 8 (8,22 miljoen exemplaren) en Super Mario Galaxy (9,31 miljoen exemplaren).
Van Twilight Princess HD gingen slechts 1,1 miljoen exemplaren over de toonbank, ruim twee keer zo weinig als de HD-remake van The Wind Waker (2,3 miljoen exemplaren) die eveneens op de Wii U verscheen. Het is de slechtst presterende Zelda-remake qua verkoopcijfers (tot en met de remake van Link's Awakening uit 2019) en het verkocht slechter dan welk ander spel in de hoofdreeks (tot en met Breath of the Wild uit 2017)

## Trivia
- Het spel is opgenomen in het boek 1001 Video Games You Must Play Before You Die van Tony Mott.